# 小行星112797
小行星112797（112797 Grantjudy）是一颗绕太阳运转的小行星，为主小行星带小行星。该小行星于2002年8月发现。
該小行星以發現者安德魯·洛（Andrew Lowe）的姻親格蘭特·R·J·哈丁（Grant R. J. Harding）和茱蒂·L·哈丁（Judy L. Harding）命名。

## 轨道参数
小行星112797的轨道半长轴为340 628 743 km（2.2769301 UA），离心率为0.188。